# Héjbogárfélék
A héjbogárfélék (Zopheridae) a rovarok (Insecta) osztályában a bogarak (Coleoptera) rendjébe, azon belül a mindenevő bogarak (Polyphaga) alrendjébe tartozó család.  Ezen állatok legismertebb jellemzője testük rendkívüli ellenállósága, amelyet kemény külső kitinpáncéljuk biztosít. Ez a tulajdonság nemcsak a ragadozók elleni védekezést segíti, hanem lehetővé teszi számukra, hogy szélsőséges élőhelyeken, például száraz vagy sziklás környezetben is fennmaradjanak. A héjbogárfélék többsége kifejezetten lassan fejlődik, és jelentős szerepet játszik az elhalt növényi anyagok lebontásában. Széleskörű elterjedésük az északi és déli féltekén egyaránt megfigyelhető, miközben egyes fajok kizárólag helyi élőhelyekhez kötődnek.

## Elterjedésük
A héjbogárfélék elterjedése rendkívül változatos, kiterjed mind az északi, mind a déli félteke különböző régióira. Legnagyobb számban a trópusi és szubtrópusi területeken találhatók meg, ahol a meleg és párás éghajlat ideális élőhelyet biztosít számukra.
Egyes fajok a mérsékelt övi erdőségeket kedvelik, míg mások a száraz, sziklás vagy sivatagi területeken is megtalálhatók. Az ilyen környezetekben különösen jól alkalmazkodtak az extrém hőmérsékletekhez és a vízhiányhoz, amit kemény külső kitinpáncéljuk tesz lehetővé.
Az elterjedésükben jelentős szerepet játszik az élőhelyek sokfélesége és az egyes fajok specializálódása. Például néhány faj kizárólag bizonyos faanyagokban fejlődik, míg mások általánosabb élőhelyi követelményeket mutatnak. Az egyes fajok előfordulása az élőhelyek védelmi állapotától és az emberi tevékenységektől is függ.

## Megjelenésük, felépítésük
A héjbogárfélék megjelenése a csoport evolúciós alkalmazkodását tükrözi, amely az élőhelyi és életmódbeli igények széles skáláját szolgálja. Legfőbb jellemzőjük a rendkívül kemény kitinpáncél, amely jelentős védelmet nyújt a mechanikai sérülésekkel és ragadozókkal szemben. Ez a páncél a család nevét is ihlette, hiszen a „héjbogár” kifejezés a vastag és erős külső védőrétegre utal.

#### Testfelépítés
- Méretük általában közepes, a fajok többsége néhány millimétertől pár centiméterig terjed, de kisebb és nagyobb példányok is előfordulnak.
- Testük alakja gyakran hengeres vagy lapított, attól függően, hogy a faj milyen környezethez alkalmazkodott. A lapított testalkat például lehetővé teszi számukra, hogy könnyedén beférjenek a fakéreg repedéseibe.
- Színük általában sötét, a barna, fekete és szürke árnyalatai dominálnak, amely segíti őket a rejtőzködésben. Néhány fajnál metálos csillogás is előfordulhat.
- Kitinpáncéljuk nemcsak vastag, hanem gyakran recézett vagy szemcsés felületű, amely tovább fokozza a rejtőzködésüket és az élőhelyhez való illeszkedésüket.

#### Lábak és feji rész
- Lábaik erőteljesek, kapaszkodásra és mászásra is alkalmasak, mivel sok faj fakérgek, kövek vagy hasonló szilárd struktúrák között él.
- Fejük kicsi és gyakran előre nyúló. A csápok rövidek vagy közepes hosszúságúak, végükön bunkószerű kiszélesedéssel, amely az érzékelést segíti.

#### Szárnyak
Bár a bogarak többségéhez hasonlóan a héjbogárfélék is rendelkeznek fedőszárnyakkal (elitre), ezek gyakran olyan kemények, hogy szárnyuk használatát korlátozzák. Sok faj csak ritkán vagy egyáltalán nem képes repülni, ami életmódjuk és élőhelyük sajátosságaira utal.

#### Egyedi tulajdonságok
Néhány faj kiemelkedő fizikai jellemzőkkel bír, például szokatlanul erős állkapcsokkal vagy különösen sima vagy durva páncéllal, amelyek az adott élőhelyen való túléléshez nyújtanak előnyt.
Egyedi adaptációik és változatos megjelenésük a héjbogárféléket különösen érdekes csoporttá teszik a bogarak között.

## Életmódjuk, élőhelyük
A héjbogárfélék életmódja és élőhelye nagy változatosságot mutat, amely tükrözi alkalmazkodóképességüket és széles körű elterjedésüket. Ezek az élőlények többnyire szárazföldi környezetekben élnek, ahol fontos szerepet töltenek be az ökoszisztémában.

#### Életmódjuk
- Táplálkozásuk: A héjbogárfélék többsége lebontó szerepet tölt be az ökoszisztémában. Az elhalt faanyag, gombák, növényi maradványok, és olykor állati eredetű anyagok fogyasztásával hozzájárulnak az anyagok körforgásához. Néhány faj gombákra specializálódott, és kizárólagosan gombatelepeken található.
- Viselkedésük: Ezek a bogarak jellemzően rejtőzködő életmódot folytatnak. Nappal elrejtőznek a fakéreg alatt, avarban, kövek repedéseiben vagy korhadó faanyagban, és éjszaka aktívak. Lassú mozgásuk és vastag kitinpáncéljuk a ragadozók elleni védekezést szolgálja.
- Szaporodásuk: A nőstények tojásaikat gyakran elhalt faanyagba, repedésekbe vagy más védett helyekre rakják. A lárvák faanyagban vagy más növényi anyagban fejlődnek, ahol a szükséges táplálékot is megtalálják.

#### Élőhelyük
- Erdei környezetek: Sok fajuk nedves, lombos vagy tűlevelű erdőkben található meg, ahol bőségesen rendelkezésre áll a táplálkozáshoz szükséges korhadó faanyag és gombák. Az avarszint és a kidőlt fatörzsek különösen fontos élőhelyet jelentenek számukra.
- Száraz területek: Egyes fajok jól alkalmazkodtak a száraz, sziklás vagy sivatagi környezethez, ahol kevés a növényi takaró. Itt gyakran a talaj repedéseiben vagy kövek alatt bújnak meg.
- Speciális élőhelyek: Néhány faj szorosan kötődik egyedi ökológiai feltételekhez, például csak meghatározott fafajok korhadó részein található meg. Ezek a specializációk gyakran helyi elterjedéshez vezetnek.

#### Ökológiai szerepük
A héjbogárfélék kiemelt szerepet játszanak az anyagciklusok fenntartásában, különösen az elhalt növényi anyagok lebontásában. Tevékenységükkel elősegítik a szerves anyag visszaforgatását a talajba, ezzel javítva a talaj termékenységét. Fontos szerepük van a gombák elterjesztésében is, mivel mozgásuk során spórákat szállítanak.
A változatos élőhelyekhez és életmódhoz való alkalmazkodásuk teszi őket az ökológiai rendszerek fontos tagjává.

## Fordítás
- Ez a szócikk részben vagy egészben  a   Mattbiller című norvég Wikipédia-szócikk fordításán alapul.  Az eredeti cikk szerkesztőit annak laptörténete sorolja fel. Ez a jelzés csupán a megfogalmazás eredetét és a szerzői jogokat jelzi, nem szolgál a cikkben szereplő információk forrásmegjelöléseként.